# Distrito de Moyobamba
El distrito de Moyobamba es uno de los seis que conforman la provincia homónima, ubicada en el departamento de San Martín en el Norte del Perú.
Desde el punto de vista jerárquico de la Iglesia católica forma parte de la  Prelatura de Moyobamba, sufragánea de la Metropolitana de Trujillo y  encomendada por la Santa Sede a la Archidiócesis de Toledo en España.

## Historia
El distrito fue creado mediante ley del 2 de enero de 1857, durante el gobierno del presidente Ramón Castilla.

## Geografía
La capital se encuentra situada a 860 m s. n. m.
El distrito tiene una población estimada al 2017 de 124,000 habitantes, de los cuales 86,000 residen en la ciudad de Moyobamba.

## Autoridades

### Municipales
- 2019 - 2022[3]
  - Alcalde: Gastelo Huamán Chinchay, de Acción Regional.
  - Regidores:

  1. Wildor Naval Serrano (Acción Regional)
  2. Gerardo Cáceres Bardalez (Acción Regional)
  3. Elver Iván Gonzales Gaviño (Acción Regional)
  4. Arístides Quiróz Gil (Acción Regional)
  5. Wilfredo Cieza Yroreta (Acción Regional)
  6. Karen Gesia Vásquez Tentest (Acción Regional)
  7. Richard Leovigildo Rojas Gonzales (Acción Regional)
  8. Diana Martínez Chuquizuta (Alianza para el Progreso)
  9. Luis Fernando Vásquez Del Águila (Alianza para el Progreso)
  10. Victoria López Arbildo (Acción Popular)
  11. Ronald Julca Urquiza (Vamos Perú)